# Мокра Маячка
Мо́кра Мая́чка — річка в Україні, в межах Новосанжарського району Полтавської області. Права притока Маячки (басейн Дніпра).

## Опис і розташування
Довжина річки 15 км. Споруджено кілька ставків. Бере початок на південь від села Драбинівки, у заболоченій долині, що біля сіл Кочубеївки, Довгої Пустоші та Вовківки. Тече спершу на південний захід, від села Оборона Рад — повертає на південний схід. У селі Лівенське зливається з Сухою Маячкою, утворюючи річку Маячку (праву притоку Орелі). 
На берегах Мокрої Маячки розташовані села: Довга Пустош, Ленінове, Суха Маячка, Оборона Рад, Рекунівка, Губарівка. 

## Джерело
- Мокра Маячка // За ред. А. В. Кудрицького. Полтавщина : Енцикл. довід.. — К. : УЕ, 1992. — С. 1024. — ISBN 5-88500-033-6. — с. 562

| Річка | Це незавершена стаття про річку. Ви можете допомогти проєкту, виправивши або дописавши її. |